# 新柳街道
新柳街道，是中华人民共和国辽宁省沈阳市新民市下辖的一个乡镇级行政单位。

## 行政区划
新柳街道下辖以下地区：
八宝社区、站前社区、铁路社区、粮食社区、新华社区、铁北社区、民屯村、前营子村和后营子村。